# خوسيه تافاريس
خوسيه تافاريس (بالبرتغالية: José Fernando Tavares‏) هو لاعب كرة قدم برتغالي في مركز الوسط، ولد في 23 أبريل 1966 في فيلا نوا دغايا في البرتغال. شارك مع منتخب البرتغال لكرة القدم. أما مع النوادي، فقد لعب مع أونياو ليريا ونادي باسوش دي فيريرا ونادي بنفيكا ونادي بوافيشتا ونادي بورتو.

## وصلات خارجية
- خوسيه تافاريس على موقع قاعدة بيانات كرة القدم.إي يو (الإنجليزية)
- خوسيه تافاريس على موقع ناشيونال فوتبول تيمز (الإنجليزية)